# Love Parade

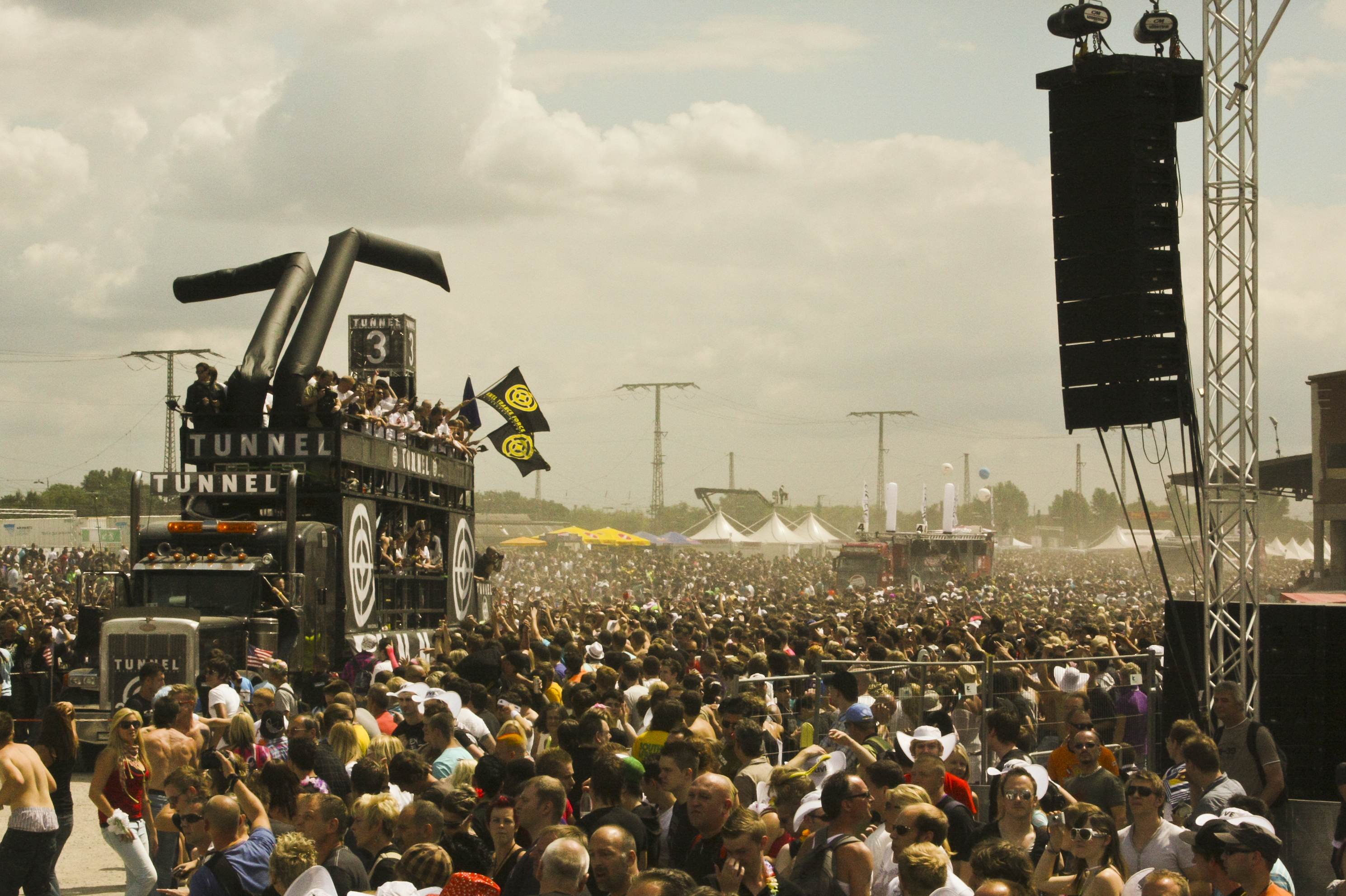
Pohled na účastníky Love Parade v roce 2010

Love Parade se během své patnáctileté historie stala snad světově nejznámějším festivalem tzv. technokultury, hudebního proudu z konce osmdesátých let 20. století. Nejprve se konala v letech 1989–2003 v Berlíně, kde za nepředstavitelně ohlušujících zvuků hudby techno, pouštěných z několika tuctů nákladních aut a jeviští účastníci celý den až pozdě do noci tančili na ulicích a obsadili později veškeré diskotéky města. Ročníky 2004 a 2005 byly zrušeny, 2006 se konal opět v Berlíně a od roku 2007 se pak Love Parade konala v oblasti Porúří. Festivalu zasadila v roce 2010 smrtelnou ránu tragédie ve městě Duisburg, kde bylo v panice ušlapáno 21 lidí a dalších asi 500 bylo zraněno.

## Historie

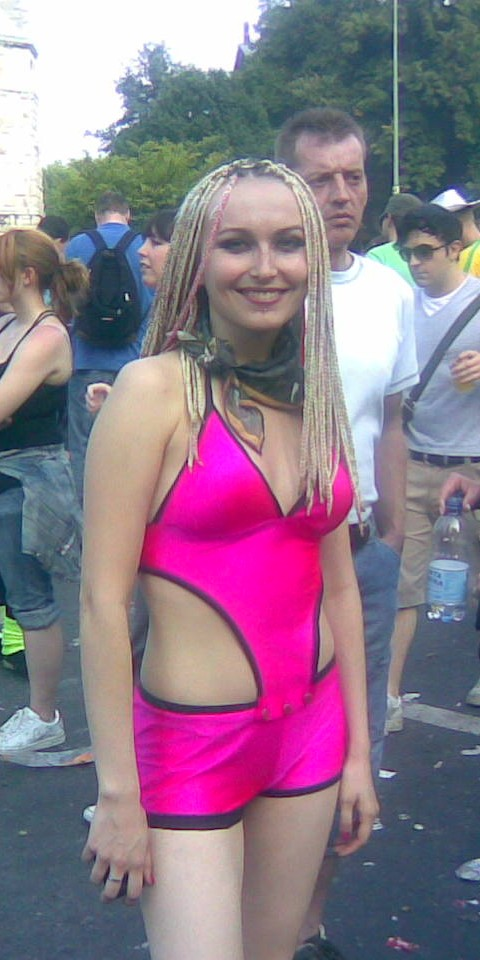
Love Parade 2007

Poprvé se Love Parade uskutečnila v létě 1989 jako spontánní akce asi 150 účastníků. Nápad tuto akci ročně opakovat a profesionálně ji organizovat vedl k tomu, že roku 1999 bylo dosaženo rekordu kolem 1,5 milionu účastníků z Německa i zahraničí, poté jejich počet klesal (2003: 500 000 účastníků). Původní trasa, probíhající po třídě Kurfürstendammu ve středu města, se záhy stala nedostačující, roku 1996 byla akce přeložena na třídu Strasse des 17. Juni, probíhající napříč velkým parkem Tiergarten.
Organizátoři Love Parade slavili každý rok pod heslem jako porozumění, sblížení atd. a získali tak statut politické demonstrace (v tomto případě pak stát přebírá výdaje za čištění, záchranné služby, bezpečnost a udržení veřejného pořádku).
Love Parade se stala nejen světoznámou kulturní institucí, ale i význačným hospodářským faktorem, bylo však možno pozorovat i značnou komercializaci projektu. Navíc se stále častěji ozývaly hlasy, kritizující ničení okolních částí parku (používaného statisíci jako veřejné záchodky), stoupající spotřeba alkoholu a drog (především extáze); berlínský senát byl stále silněji konfrontován se stoupajícími výdaji za čištění města, především pak s dlouhodobými škodami v parku Tiergarten. Roku 2001 proto senát již neuznal slavnost za politickou demonstraci, což vedlo k problému, jak organizátoři zaplatí značné se slavností spojené výdaje.
Finanční potíže a klesající účast vedly k tomu, že Love Parade se roku 2004 nekonala, v důsledku rozporů mezi pořadateli se paráda nekonala ani 2005. Malá, alternativní akce přilákala jen 7000 účastníků, takže fanouškům technokultury zbyly jen obdobné akce ve Vídni a Curychu.
Roku 2006 se Love Parade překvapivě opět konala, i když s poněkud pozměněným konceptem (zejména byla rozšířena škála zastoupených žánrů techna, byly vyjednány nové smlouvy se sponzory atp.). Jeden z hlavních iniciátorů původní Love Parade, v zasvěcených kruzích jako „otec“ celé akce slavený dr. Motte (pseudonym) se změnami však srozuměn nebyl a spolupracoval s jedním konkurenčním podnikem. Love Parade roku 2006 přilákala podle nepotvrzených údajů 1,2 milionu účastníků. V roce 2007 se akce konala ve městě Essen.
V roce 2008 navštívilo Love Parade 1,6 milionu lidí (nový rekord), k dispozici bylo 40 nákladních aut se zvukovými systémy a akce se konala na rychlostní silnici B1 ve městě Dortmund v Porúří. Následující rok se akce nekonala z důvodu rekonstrukce hlavního vlakového nádraží v Bochumi.

## Tragédie a konec festivalu
Tragicky skončil festival v roce 2010 pořádaný ve městě Duisburg — 21 lidí zahynulo a dalších 341 bylo zraněno v masové panice, která vznikla kvůli pádu několika lidí ze schodů.
Poté Rainer Schaller, zakladatel festivalu, oznámil úplný konec Love Parade. V roce 2014 obvinila německá justice kvůli tragédii deset lidí ze zabití z nedbalosti. Mezi obviněnými byli zaměstnanci radnice Duisburgu i pořadatelé akce.
V roce 2012 se mluvilo o obnovení Love Parade v Berlíně pod názvem B-Parade.